# Pietro Bini
Pietro Bini (Firenze, 23 luglio 1593 – 28 dicembre 1635) è stato un presbitero e educatore italiano, fondatore della Congregazione dell'Oratorio di San Filippo Neri in Firenze. È stato proclamato venerabile.
Fiorentino era figlio di Bernardo dell'antica famiglia patrizia dei Bini  e di Ginevra Martellini.

## Biografia
La famiglia aveva avuto successi nel passato, soprattutto durante il pontificato di Leone X, ma al tempo di Pietro, stava attraversando un periodo di decadenza. Nonostante ciò, le speranze della famiglia continuavano a rivolgersi a Roma, sia per un possibile ritorno alla prosperità mercantile, sia per cercare opportunità nella carriera curiale.
Dopo aver conseguito il dottorato in giurisprudenza a Pisa nel dicembre del 1617, Pietro Bini si iscrisse ai collegi fiorentini degli avvocati e dei nobili nel 1620. Svolse l'avvocatura per alcuni anni fino a trasferirsi a Roma nel 1625. La ragione principale di questo trasferimento era la necessità di sistemare questioni economiche familiari, ma probabilmente egli sperava anche di beneficiare del pontificato del fiorentino Urbano VIII per rilanciare la propria attività o per ottenere un incarico a Firenze. Queste speranze erano condivise dalla famiglia, ma si rivelarono presto deluse.
A Roma, iniziò modestamente la sua carriera nel mondo ecclesiastico come assistente dell'elemosiniere pontificio per un'area specifica, dal 1624. Tuttavia, l'esercizio costante della carità e l'osservazione della sofferenza associata a tale incarico lo portarono verso la spiritualità di san Filippo Neri, le dedizioni mistiche e l'ascetismo collettivo. Trovò guide spirituali tra i padri della Vallicella e si avvicinò a questa comunità, ma non riuscì a esservi ammesso nonostante la sua vita "più tosto angelica che umana". Nonostante il suo fallimento nell'essere accolto nella comunità vallicelliana e nonostante l'ordine sacro che ricevette nel marzo del 1632, egli non riuscì a controllare i suoi eccessi mistici e strani comportamenti. Questi comportamenti lasciarono un ricordo curioso tra i fervorosi ma prudenti padri filippini. A causa di questo rifiuto, il Bini nutrì l'aspirazione di fondare una nuova comunità religiosa basata sul modello oratoriano.

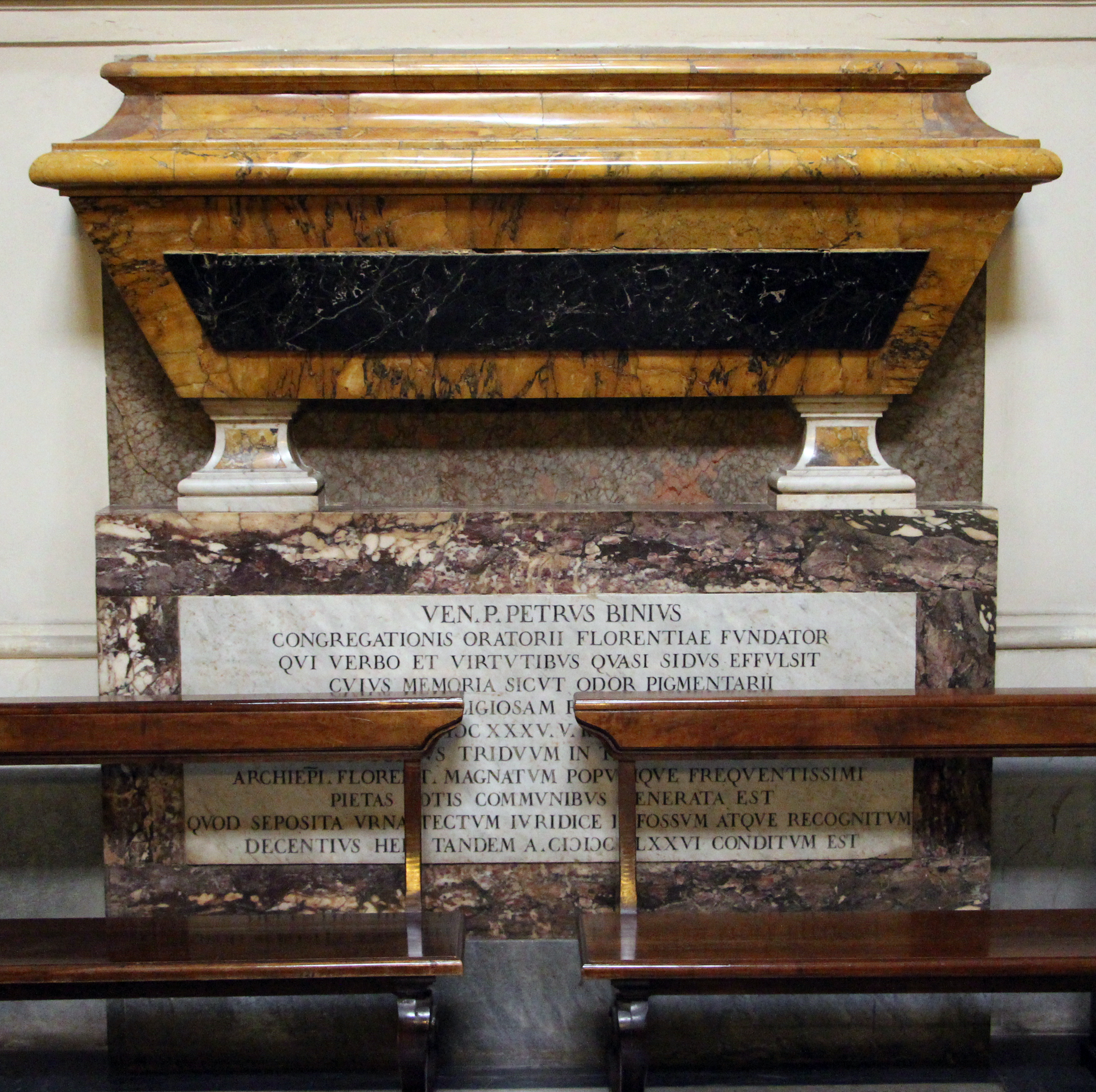
Il monumento funebre

Il progetto ebbe una prima realizzazione a Roma, dove Bini reclutò un gruppo di giovani fiorentini e li avviò all'attività caritativa e alla vita comunitaria. Successivamente, decise di stabilire la sua comunità a Firenze, approfittando delle condizioni favorevoli generate dalla recente epidemia di peste del 1630. Fu dunque fondatore della prima Compagnia dei padri Filippini, sentiti l'arcivescovo di Firenze Pietro Niccolini e il granduca Ferdinando II de' Medici, il 31 luglio 1632. 
Tuttavia, la nuova Congregazione non riuscì mai a raggiungere un ruolo di preminenza nella vita religiosa di Firenze, né poté nemmeno avvicinarsi minimamente al prestigio del suo modello romano. Sembrerebbe che il fondatore, non avesse una visione chiara del significato della sua istituzione, limitandosi a un programma confuso basato sulla povertà e la carità, seguendo il mito ricorrente della Chiesa primitiva. Inoltre, rimase alla guida della Congregazione per un breve periodo, poiché morì il 28 dicembre 1635. Fu sepolto in una cappella della chiesa di San Filippo Neri. 
La nuova congregazione venne approvata poi da Urbano VIII con bolla del 1637.